# Stefano Grondona
Stefano Grondona (né à Gênes en 1958) est un guitariste italien.

## Formation

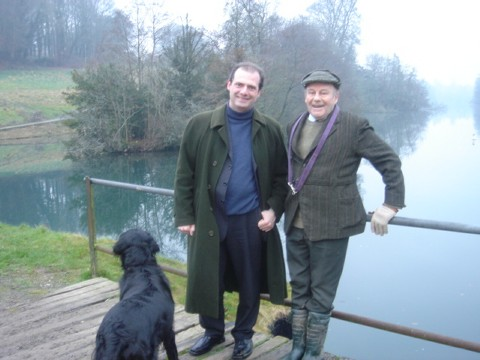
Grondona avec Julian Bream (2004).

Stefano Grondona s’est musicalement formé dans sa ville natale avec Sergio Notaro et Oscar Ghiglia ; puis il intègre l’ Académie musicale Chigiana de Sienne, dont il devient diplômé, se perfectionnant ensuite avec Julian Bream et Andrés Segovia.

## Carrière
Il figure parmi les guitaristes classiques les plus reconnus internationalement et il effectue des tournées de concerts à travers le monde. 
Son activité de concertiste commence par un récital qu’il donne à Turin en janvier 1974, puis il effectue de nombreuses tournées en Italie, Espagne, Angleterre, Allemagne, Hollande, Grèce, Algérie, Nigeria, Mexico, États-Unis, Thaïlande et Japon, à la suite de ses premières tournées en Allemagne et Autriche dès 1992[réf. nécessaire]. 
En 1998 et 2000, en duo avec Aldo Ciccolini, il interprète des compositions de Mario Castelnuovo-Tedesco, Haug et Manuel Maria Ponce. 
Il est également professeur de guitare au Conservatoire de Vicence.

## Culture de la guitare

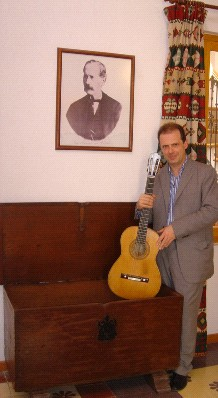
Grondona avec la guitare Torres 1887 SE 111 dans la maison de Torres "La Cañada de San Urban" (2006).

Parallèlement à ces activités, il organise plusieurs événements afin de promouvoir la guitare et sa culture, tels que : 
- Incontri con la chitarra – Vicenza 2003: la guitarra catalana – Garcia y Semplicio
- Incontri con la chitarra – Vicenza 2005: Vincente Arias
- Ponte di note – Ponte in Valtellina 2002: David Rubio
- Ponte di note – Ponte in Valtellina 2005: La guitarra espanola
- La chitarra di liutera – Vicenza (1994 – 1995 – 1997)

Il est également directeur artistique du festival international de Pérouse «Guitarra – la voce del sublime» (2011 – 2012)
Il publie l'ouvrage La chitarra di liuteria – masterpieces of guitarmaking, un livre sur la lutherie de la guitare, en collaboration avec Luca Waldner.

## Prix et distinctions

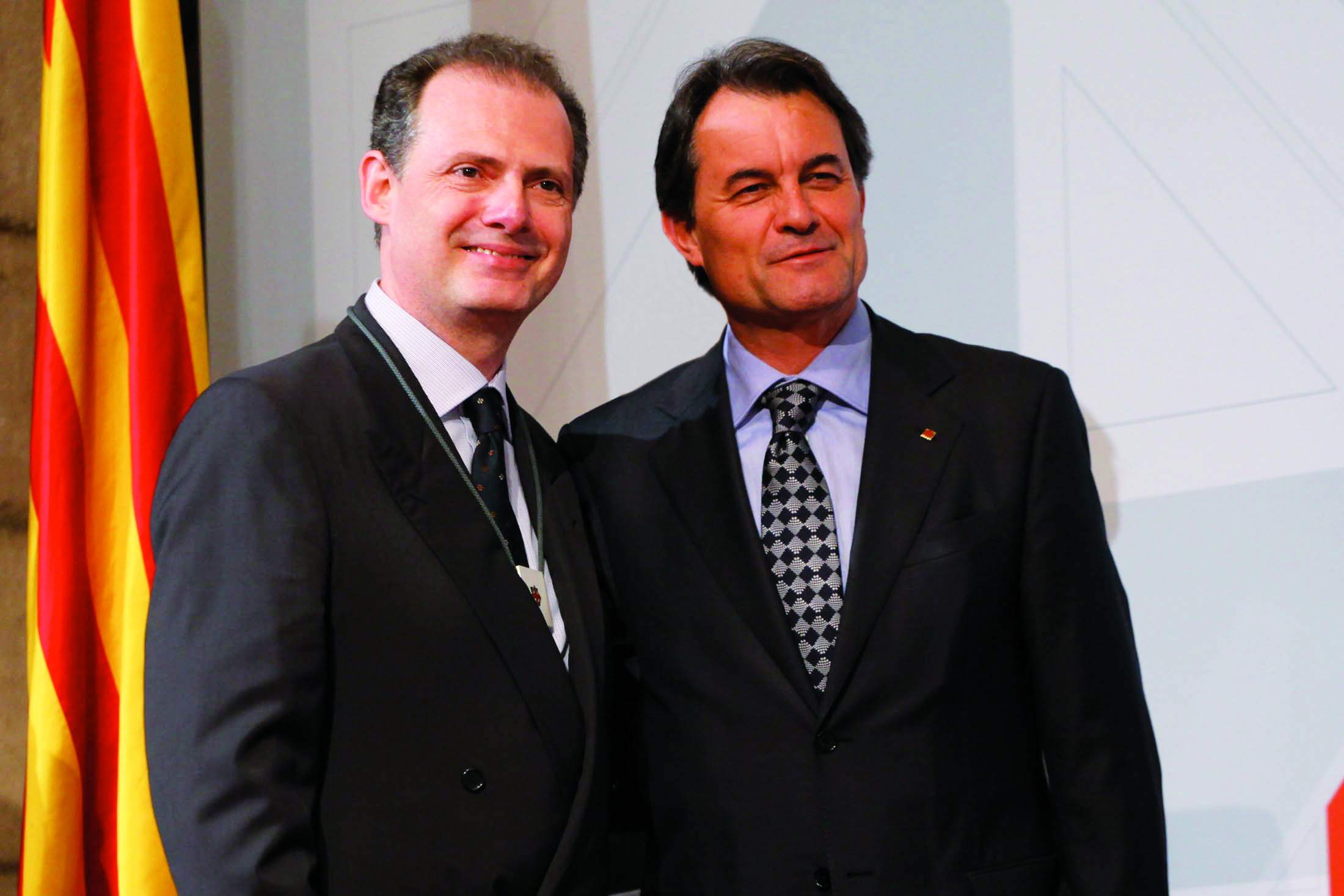
Artur Mas, le Président de la Generalitat de Catalunya, confère à Stefano Grondona la Croix de saint George (2011).

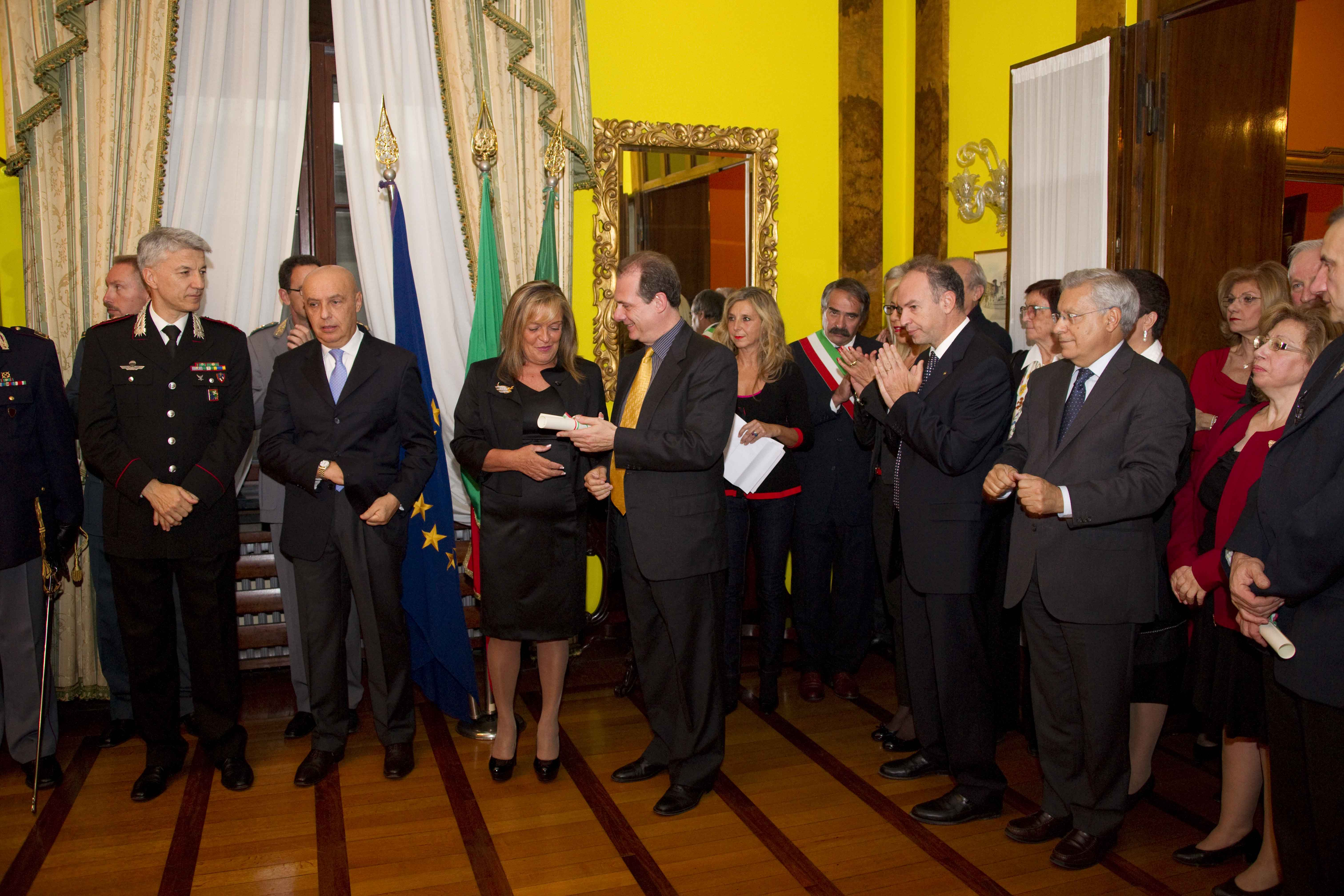
Erminia Rosa Cesari, Préfet di Sondrio élève Stefano Grondona au statut de Cavalier de l’Ordre du mérite de la République italienne (2012).

- 1975 : Prix Mario Castelnuovo-Tedesco[1]
- 1979 : Prix du concours international Andrés Segovia[1]
- 2005 : Prix Josep Maria Batista i Roca (es), obtenu en reconnaissance de ses activités dédiées à l’étude et à la diffusion de la culture et de la musique catalanes.
- 2011 : Creu De Sant Jordi[1], décernée par la Generalitat de Catalunya. Le 27 avril 2011, Artur Mas, Président de la Generalitat de Catalunya, décerne personnellement à Stefano Grondona la Creu de Sant Jordi, la plus haute reconnaissance au mérite culturel de la Catalogne. Motivation officielle : pour ses activités de concertiste et d’enseignant, qui l’ont affirmé aux premières places du panorama international. Attaché à la Catalogne dès la  fin des années 1970, il a conduit une recherche historique sur la guitare et la divulgation de compositions des musiciens catalans  pour cet instrument. Sa production  discographique et ses  essais dessinent une image innovante de la guitare catalane à l’époque du modernisme et valorisent la figure du compositeur Miguel Llobet.
- 2012 : Cavalier de l'Ordre du Mérite de la République italienne le 23 octobre 2012, Stefano Grondona est élevé au rang de cavalier par Erminia Rosa Cesari, Préfet de Sondrio.

## Enregistrements
- Fernando Sor, 20 Studi per Chitarra (Ed. Ricordi Book+CD joué par S.Grondona)
- Bach, Giuliani, Turina, Ponce (C.G.D. Classica cls91042)
- Bach, Henze, Petrassi (Dynamic CDS059)
- Novecento (Josè, Martin, Krenek, Morricone, Tansman) (1995, Phoenix 98419)
- La Guitarra de Torres (Llobet, Tárrega) (1996/7, Divox CDX-29701)
- Evocación, Grondona plays Llobet's guitar (Albéniz & Granados) (2000, Stradivarius STR 33658)
- Lo Cant dels Aucells (2000, Stradivarius 33589)
- Baroque Images (Froberger, Bach, Scarlatti) (2001, Stradivarius STR 33622)
- La Leona (Arcas) (2004, Stradivarius 33692)
- Homenaje (Ge Falla & Llobet and their world) (2006, Stradivarius STR 33660)
- Respuesta, Grondona plays the guitar works by Miguel Llobet (2006, Stradivarius STR 33770)
- Humoresque (Llobet & Anido in the 1920s) (2007, Stradivarius STR 33815)
- Grondona plays Asturias (2009, Stradivarius STR 33832)
- Grondona plays J.S.Bach (2010, Stradivarius STR 33868)
- Sin Palabras, Grondona plays the romantic transcriptions by Miguel Llobet (2011,Stradivarius STR 33915)
- Stefano Grondona plays Quadrat d'Or arranged for guitar by Miguel Llobet (2012, Stradivarius STR 33924)
- Nocturnal Stefano Grondona (plays Britten, Walton, Takemitsu, Rodney Bennett) (2013, Stradivarius)
- Stefano Grondona plays Mazurkas y Sardanas (Alexandre Tansman & Gaspar Cassado) (2014, Stradivarius)
- La guitarra callada, Mompou Suite compostelana, Cançó i dansa No. 10 (Version for Guitar), Cançó i dansa No. 13 ; Domenico Scarlatti 4 sonates : K. 466, 27, 54, 1 (2017, Stradivarius)